# Ingolf Mork
Ingolf Mork, född 4 juni 1947 i Molde, död 1 februari 2012, var en norsk backhoppare som tävlade för Hjelset Fram, Molde och Ski- og Fotballklubben Lyn i Oslo och senare  idrottsledare.

## Karriär
Ingolf Mork debuterade internationellt i Tysk-österrikiska backhopparveckan säsongen 1970/1971. Han vann de tre första deltävlingarna, men föll från en sammanlagd seger i Innsbruck i den fjärde deltävlingen. Jiří Raška kunde därmed vinna backhopparveckan 1970/1971. Säsongen 1971/1972 vann hann backhopparveckan sammanlagd utan att vinna någon av de fyra dältävlingarna. Mork profiterade antagligen på att ledaren efter tre deltävlingar, Yukio Kasaya, åkte hem före den fjärde och avslutande deltävlingen för att förbereda sig till den kommande OS-tävlingen i hemlandet.
Mork deltog i Olympiska vinterspelen 1972 i Sapporo, och tog fjärdeplatsen i normalbacken. Han blev därmed bästa icke-japan i tävlingen. Ingolf Mork vann också backhoppningstävlingen i Holmenkollen två gånger i rad, 1971 och 1972. Han blev tilldelad Holmenkollenmedaljen 1973 tillsammans med Einar Bergsland och Franz Keller.
Ingolf Mork utvecklade nya träningsmetoder inom backhoppning som senare generationer norska backhoppare kunde dra nytta av. Mork räknades som en av de bästa backhopparna på sin tid när farten i backen var låg.

## Senare Karriär
Ingolf Mork utbildade sig på Norges idrottshögskola i Oslo. Mellan 1984 och 1990 var han styrelsemedlem i Norges idrettsforbund og olympiske og paralympiske komité. Sedan verkade han som fårbonde. Ingolf Mork var daglig ledare i Nordmøre og Romsdal Friluftsråd från starten 2000. Han dog 1 februari 2012, endast 64 år gammal.